# Atyriodes crenulata
Atyriodes crenulata är en fjärilsart som beskrevs av W. Warren 1897. Atyriodes crenulata ingår i släktet Atyriodes och familjen mätare. Inga underarter finns listade i Catalogue of Life.